# Симьян-Коллонг
Симьян-Коллонг (фр. Simiane-Collongue) — коммуна на юго-востоке Франции в регионе Прованс — Альпы — Лазурный Берег, департамент Буш-дю-Рон, округ Экс-ан-Прованс, кантон Гардан.
Площадь коммуны — 29,84 км², население — 5697 человек (2006) с тенденцией к стабилизации: 5437 человек (2012), плотность населения — 182,2 чел/км².

## Население
Население коммуны в 2011 году составляло 5437 человек, а в 2012 году — 5437 человек.
| 1962 | 1968 | 1975 | 1982 | 1990 | 1999 | 2005 | 2006 | 2010 | 2011 | 2012 |
| ---- | ---- | ---- | ---- | ---- | ---- | ---- | ---- | ---- | ---- | ---- |
| 1123 | 1406 | 1926 | 3030 | 4304 | 5224 | 5570 | 5697 | 5435 | 5437 | 5437 |

Динамика населения:

## Экономика
В 2010 году из 3581 человек трудоспособного возраста (от 15 до 64 лет) 2576 были экономически активными, 1005 — неактивными (показатель активности 71,9 %, в 1999 году — 68,9 %). Из 2576 активных трудоспособных жителей работали 2339 человек (1196 мужчин и 1143 женщины), 237 числились безработными (112 мужчин и 125 женщин). Среди 1005 трудоспособных неактивных граждан 400 были учениками либо студентами, 324 — пенсионерами, а ещё 281 — были неактивны в силу других причин.
На протяжении 2010 года в коммуне числилось 2105 облагаемых налогом домохозяйств, в которых проживало 5443,0 человека. При этом медиана доходов составила 25 тысяч 052 евро на одного налогоплательщика.